# 安養小学生拉致殺害事件
安養小学生拉致殺害事件（アニャンしょうがくせいらちさつがいじけん）は、2007年12月25日に大韓民国京畿道安養市で発生した殺人事件。

## 事件の概要

### 被害者の失踪
2007年12月25日午後3時30分頃、京畿道安養市万安区の遊び場で、女子小学生のイ（当時10歳）とウ（当時8歳）は友達と別れた。その後、午後4時10分頃に2人が安養文芸会館前野外公演場の防犯カメラに撮影され、午後5時頃に文芸会館近くの住人による目撃証言を最後に失踪した。
12月26日午前0時30分に、親たちは警察に捜索願を出した。警察は非公開捜査をしたが、手がかりが得られなかったので公開捜査に踏み切った。

### 遺体の発見
2008年3月11日、京畿道水原市の丘陵で訓練中の韓国軍予備役兵士が、地中に埋まった女性の遺体を発見し警察に届けた。検死の結果、推定年齢8歳から10歳までの女児だと分かった。そして、DNA鑑定の結果、被害者のイであることが分かった。後に、ウの遺体も発見された。

### 犯人の検挙
警察は、被害者イの家から130メートル離れた所に住む独身男性（当時38歳）が、事件当日にレンタカーを借り、翌日に返したという事実を掴んだ。そして彼が借りた車のトランクから血痕が発見され、鑑定の結果、被害者のDNAと一致した。
3月16日午後9時25分頃、犯人は忠清南道保寧市に住んでいる母の家で逮捕された。犯人は、容疑を真っ向から否定したが、その後「被害者2人を交通事故で死なせてしまったので、証拠隠滅のために遺体を遺棄した」と供述を変えた。しかし、交通事故の痕跡がないので、警察が更に追及すると、最終的に被害者を拉致して殺害したと自白した。
その後、犯人は2004年に軍浦市の女性（当時46歳）も殺害したことも自白した。

### 裁判
2008年6月18日、水原地方法院は犯人に死刑を言い渡した。犯人は即日控訴したが、10月17日にソウル高等法院も死刑を言い渡した。翌年2月26日に大法院（最高裁）で上告を棄却、死刑が確定された。

## 連続殺人の疑惑
この地域では女性失踪事件が相次いでおり、警察も犯人の余罪を追及したが、最終的に2004年の軍浦市の女性以外は関与していないとの結論を出した。
またインターネット上では、当時まだ犯人が特定されていなかった華城連続殺人事件の犯人ではないかとの憶測も流れた。